# 幻想即兴曲

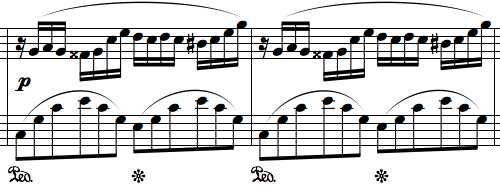
《幻想即兴曲》的主题

《升c小调幻想即兴曲》（波蘭語：Fantazja-Impromptu）是肖邦创作的一首钢琴独奏曲，作品66号，是肖邦创作的四首即兴曲中最受欢迎和最广为人知的一首。该曲创作于1834年，并在肖邦去世后出版。此曲的旋律轻快，演奏难度高，因旋律优美曾被众多钢琴家演奏。